# Elektrownia wodna Rakowice
Elektrownia wodna Rakowice – mała elektrownia wodna w miejscowości Rakowice Wielkie. Uruchomiona została w 2005 roku na 167,5 km rzeki Bóbr. Warunki do budowy elektrowni powstały w wyniku przełożenia koryta rzeki w obrębie wyeksploatowanej Kopalnia Surowców Mineralnych Rakowice, czego powodem była potrzeba udostępnienia nowych pokładów kruszyw. Dzięki poprowadzeniu koryta przez istniejące wyrobisko uzyskano spadek odpowiadający potrzebom hydroenergetycznym. Przekierowanie rzeki do wyrobiska odcięło około 6 km istniejącego dotychczas koryta rzecznego.

## Charakterystyka
Charakterystyka techniczna elektrowni:
Dwuprzęsłowy jaz wlotowy (2 × 18 m) z zamknięciami powłokowymi typu wodnego, o wysokości 3,5 m, pracującymi przy NPP (normalny poziom piętrzenia) 201,80 m n.p.m., a docelowo 203,80 m n.p.m.
- Moc zainstalowana: 2000 kW
- Moc osiągalna: 1920 kW[4]
- Moc dyspozycyjna: 1814 kW
- Roczne zużycie energii elektrycznej: 580 000 kWh
- Roczna produkcja energii elektrycznej: 9 580 000 kWh
- Typ: Przepływowa
- Spad brutto: 8,85m
- Średnioroczny przepływ: 17,6 m³/s
- Dwa turbozespoły Kaplana Mavel TKA 1450K4, 360 obr./min.
- Dwa generatory synchroniczne Siemens 1FC2, 1200 kVA, 1000 kW, 400 V, 1732 A, 1000 obr./min,
  - obroty biegu jałowego 2500 obr./min przez okres 5 min, GD2 = 80 kgm2.
- Przepływ przez turbinę 12,5 m³/s, maksymalny całkowity przepływ przez elektrownię 25 m³/s.

### Budowa
Inwestorem było przedsiębiorstwo Elektrownie Szczytowo-Pompowe S.A. (obecnie PGE Energia Odnawialna S.A.) oraz Zielonogórskie Kopalnie Surowców Mineralnych ZKSM S.A. (obecnie Górażdże Kruszywa Sp. z o.o., HeidelbergCement Group). Koszt inwestycji w 2005 roku wyniósł 24 425 500 PLN, a zaprojektował ją Hydroprojekt Sp. z o.o. (obecnie DHV Hydroprojekt Sp. z o.o.). Generalny wykonawcą był POLNORD S.A. Oddział Budownictwo Energetyczne Opole.

### Oddziaływanie na środowisko
Wymieniane są następujące efekty realizacji inwestycji minimalizujące lub korzystnie oddziałujące na środowisko:
- Budynek elektrowni prawie całkowicie zagłębiony w ziemi, co dodatkowo tłumi odgłos pracujących turbin.
- Zastosowano turbozespoły mające dodatkową ochronę przed nadmiernymi zakłóceniami akustycznymi i wibracją.
- Przepływowy charakter elektrowni będzie sprzyjał gromadzeniu się ryb w stanowisku dolnym.
- Natlenienie wody jest korzystne dla samooczyszczania się wody i życia biologicznego.